# Du Xigui
Du Xigui (ur. 12 listopada 1875 w Fuzhou, zm. 28 grudnia 1933 w Szanghaju) – chiński wojskowy.
Pochodził z Fuzhou w prowincji Fujian. Po ukończeniu w 1902 roku szkoły morskiej w Nankinie podjął służbę w marynarce wojennej. Był dowódcą m.in. torpedowca Jiang Zhen (江贞) i krążownika Hai Rong (海容). W 1921 awansowany do rangi porucznika marynarki (Zhong jiang, 中将), zaś w 1922 roku został mianowany dowódcą marynarki wojennej Republiki Chińskiej. Podczas wojny pomiędzy klikami Zhili i Anhui w 1922 roku opowiedział się po stronie kliki Zhili. W 1924 roku awansowany został do rangi admirała. W tym samym roku skierował flotę do walki z siłami militarysty Zhang Zuolina.
W 1926 roku pełnił tymczasowo funkcje głowy państwa, szefa rządu i ministra marynarki. W latach 1929–1930 jako wysłannik rządu chińskiego odbył podróż po Europie i USA. Odznaczony orderem Wenhu I klasy.